# Innocentius III (motpåve)
Innocentius III, Lando av Sezze, född i Sezze, död i januari 1180 i Cava de' Tirreni, var motpåve i Romersk-katolska kyrkan från den 29 september 1179 till sin död.
Lando di Sezze tillhörde en adelssläkt från Lombardiet och valdes av adeln och guelferna till påve i strid mot den sittande påven Alexander III, som gjort sig till ovän med Fredrik I Barbarossa. Lando antog namnet Innocentius. Han blev tillfångatagen av Alexanders trupper och förvisad till klostret La Cava, där han avled.